# Чутки

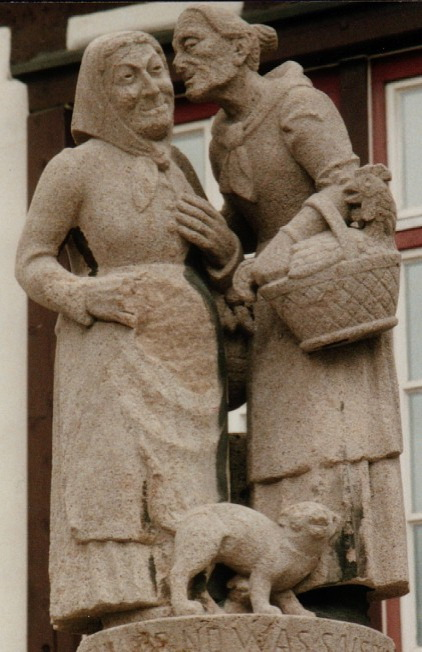
Пам'ятник чуткам
(Зіндельфінген, Німеччина)

Чутка — вістка, повідомлення про кого-, що-небудь. У множині — відомості, вісті, правдивість яких не встановлено. 

У соціальній психології під чутками розуміється специфічний вид неформальної міжособистісної комунікації, в процесі якої інформація, що до певної міри відображає деякі реальні чи вигадані події, стає надбанням широкої дифузної аудиторії. Іншими словами, чутка — це повідомлення, яке виходить від однієї або більше осіб, про деякі події, що не мають офіційного підтвердження, усно передається в масі людей від однієї людини до іншої. 

Чутки стосуються важливих для певної соціальної групи явищ та відповідають спрямованості її потреб та інтересів.

## Класифікація чуток
За інформаційною основою чутки бувають достовірні і недостовірні. Останні поділяються на:
- абсолютно недостовірні,
- недостовірні з елементами правдоподібності,
- правдоподібні,
- достовірні з елементами неправдоподібності.

За походженням чутки можуть бути спонтанні (що виникають стихійно) або навмисне сфабриковані (що поширюються цілеспрямовано). Можливі і проміжні варіанти, коли спонтанна чутка знаходить зацікавлених ревних розповсюджувачів, які «прикрашують» її згідно зі своїми інтересами; або навпаки, коли чутка запущена цілеспрямовано потрапивши в стихійно діючі соціально-психологічні механізми, багаторазово ними посилюється чи перекручується.
В залежності від рівня простору, на якому вони циркулюють, чутки поділяють на:
- локальні — актуальні для невеликої соціальної групи (населення села або містечка, колектив підприємства або навчального закладу тощо).
- регіональні — чутки, які зачіпають інтереси населення області або групи областей, географічного регіону; розповсюдження регіональних чуток може локалізовуватися за принципом релігійності, етнічного розселення, заняття певними промислами, зоною потенційної небезпеки стихійного лиха.
- національні — чутки, які можуть циркулюють у зв'язку з цінностями і цілями населення певної держави.
- міжнаціональні — чутки, які отримали поширення в певних групах держав; до міжнаціональних чуток відносять також чутки, «запущені» в країну з-за її кордону, хоча вони й продовжують циркулювати в національних рамках, втративши будь-які міжнаціональні риси.

Часові рамки життя чуток зазвичай обмежуються контрпропагандистськими заходами та їх ефективністю. Однак можуть бути ситуації, при яких «локальний» слух, припинений своєчасною інформаційною протидією, відроджується в іншому місці або перетворюється в «регіональний».
За експресивною характеристикою, яка відображає емоційний тип сюжету чутки і тип домінуючої емоційної реакції на неї розрізняють три типи чуток:
- Чутка-бажання яка відображає і задовольняє надії, прагнення людей, розчарування з приводу нездійсненого бажання і деморалізує їх. Найчастіше є спробою видати бажане за дійсне, причому в умовах, коли реальність приходить в суперечність з тим, що людям необхідно.
- Чутка-страховище призводить до тривоги, невпевненості і страху серед членів певної соціальної групи. Зазвичай виражає боязке передбачення будь-яких неприємних подій і стає можливою завдяки поширеній звичці людей песимістично очікувати гіршого.
- Агресивна чутка викликає неприязнь, ненависть до конкретних осіб або соціальних груп, вносить розлад, підозрілість, взаємне недовір'я у взаємини людей. Як правило ґрунтується на забобонах і висловлює собою різко негативне ставлення певної групи людей до об'єкта, що фігурує в сюжеті чутки. Елемент агресивності часто присутній в лякаючих чутках. Агресивні чутки так само як і чутки-страховища, частіше виникають в період соціальних напружень, але переважно таких, які пов'язані з міжгруповими конфліктами.

За результатами впливу на свідомість і поведінку людей виділяють чутки:
- які розбурхують громадську думку, але не виходять за рамки явно вираженої асоціальної поведінки;
- які викликають антигромадську поведінку певної частини населення;
- які руйнують соціальні зв'язки між людьми і виливаються в масові заворушення.